# Villafeliche
Villafeliche (aragónul Villafelich) község Spanyolországban,  Zaragoza tartományban. Villafeliche Miedes de Aragón, Murero, Atea és Montón községekkel határos. Lakosainak száma 159 fő (2024).

## Népesség
A település népessége az utóbbi években az alábbiak szerint változott:
| Lakosok száma | 238  | 226  | 199  | 185  | 209  | 200  | 168  | 166  | 154  | 159  |
|               | 2001 | 2004 | 2007 | 2009 | 2012 | 2014 | 2017 | 2019 | 2022 | 2024 |